# اروین (اسکاتلند)
latitudeاروین (اسکاتلند)longitudeاروین (اسکاتلند)
اروین (به انگلیسی: Irvine) یک شهرک در ایرشر شمالی است که در اسکاتلند واقع شده‌است.

## خصوصیات
اروین ۳۹٬۵۲۷ نفر جمعیت دارد.

## نگارخانه

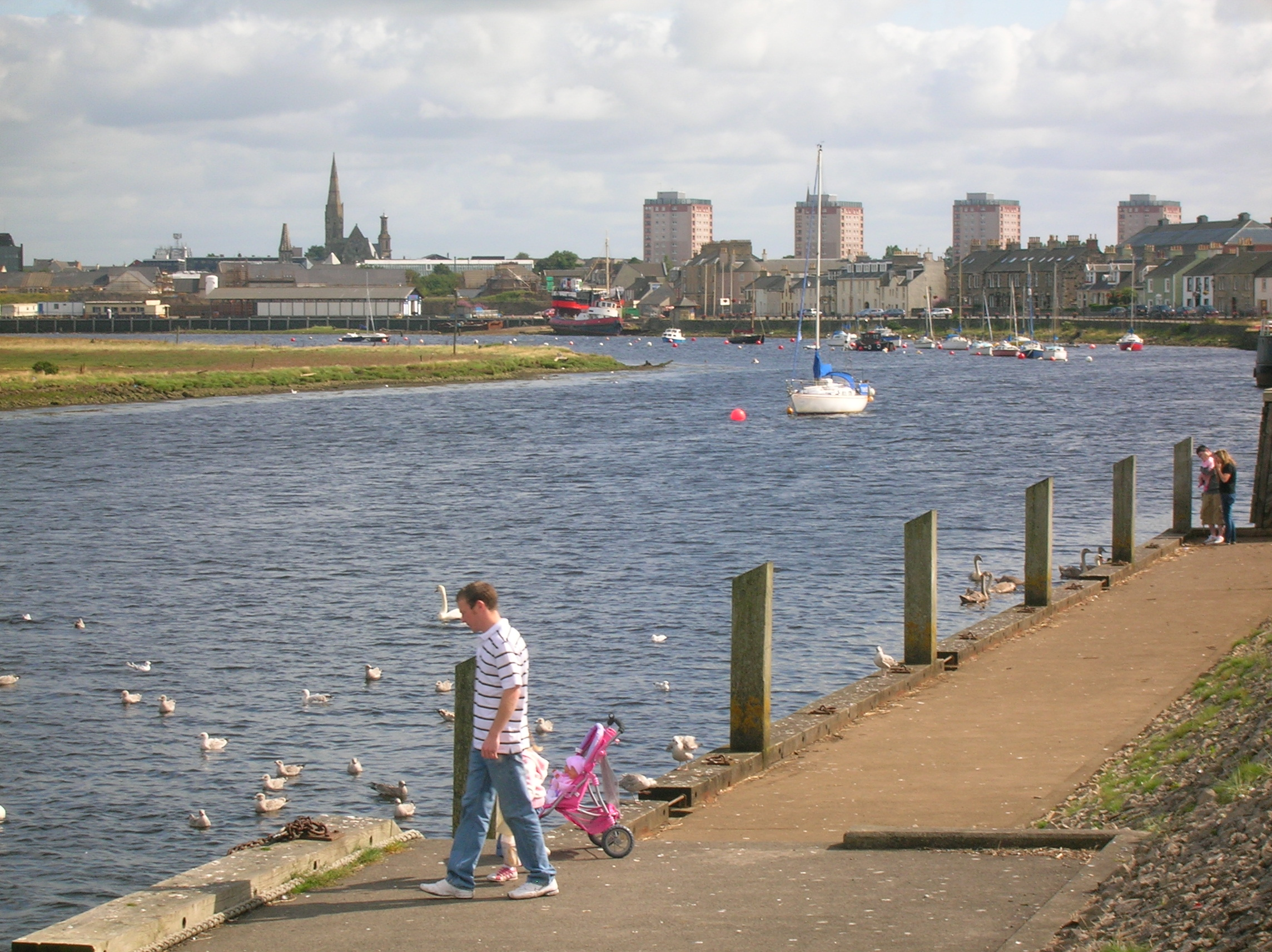
The River Irvine with the town in the background.
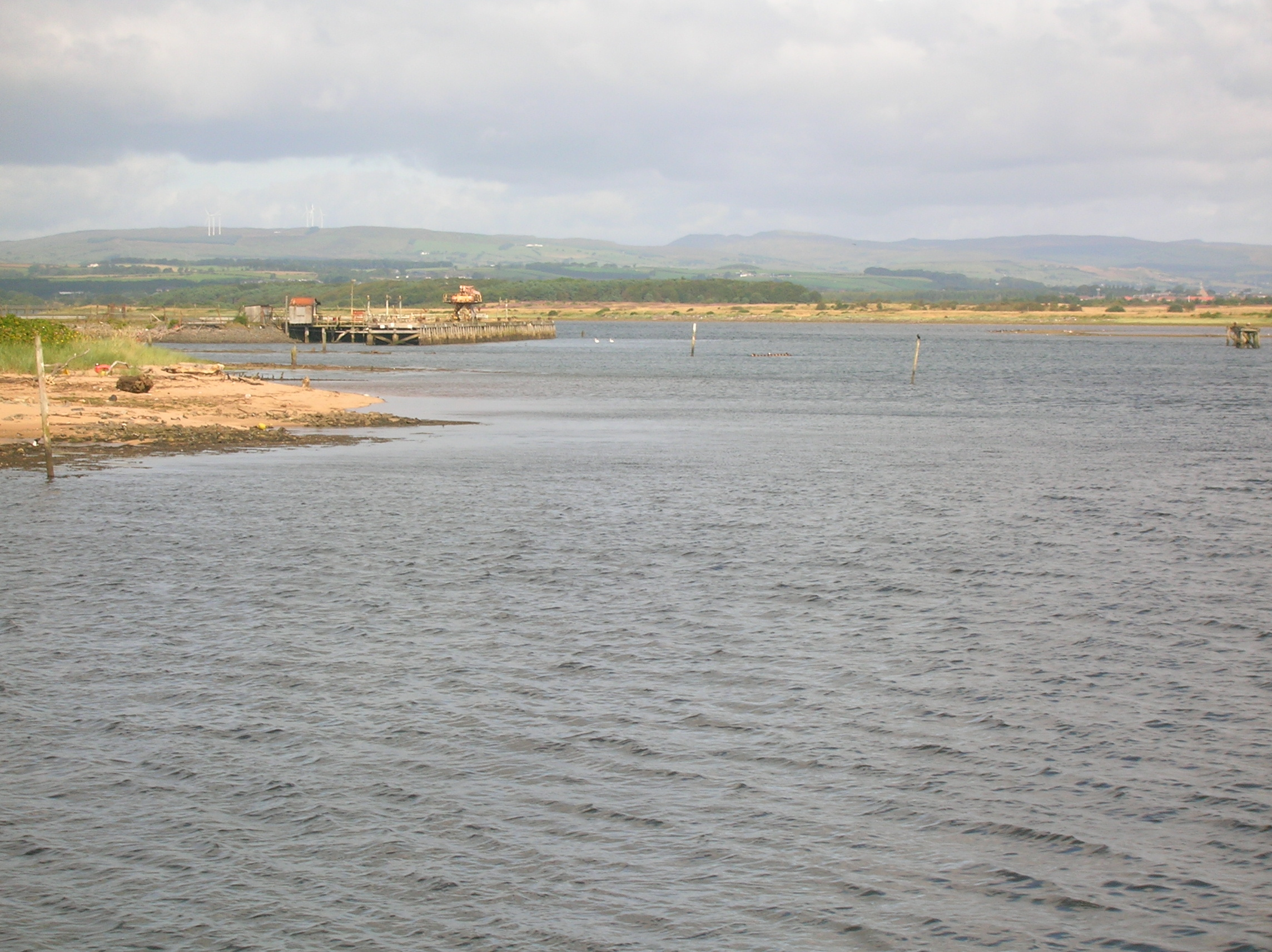
The River Garnock with the old ICI Explosives jetty to the left.
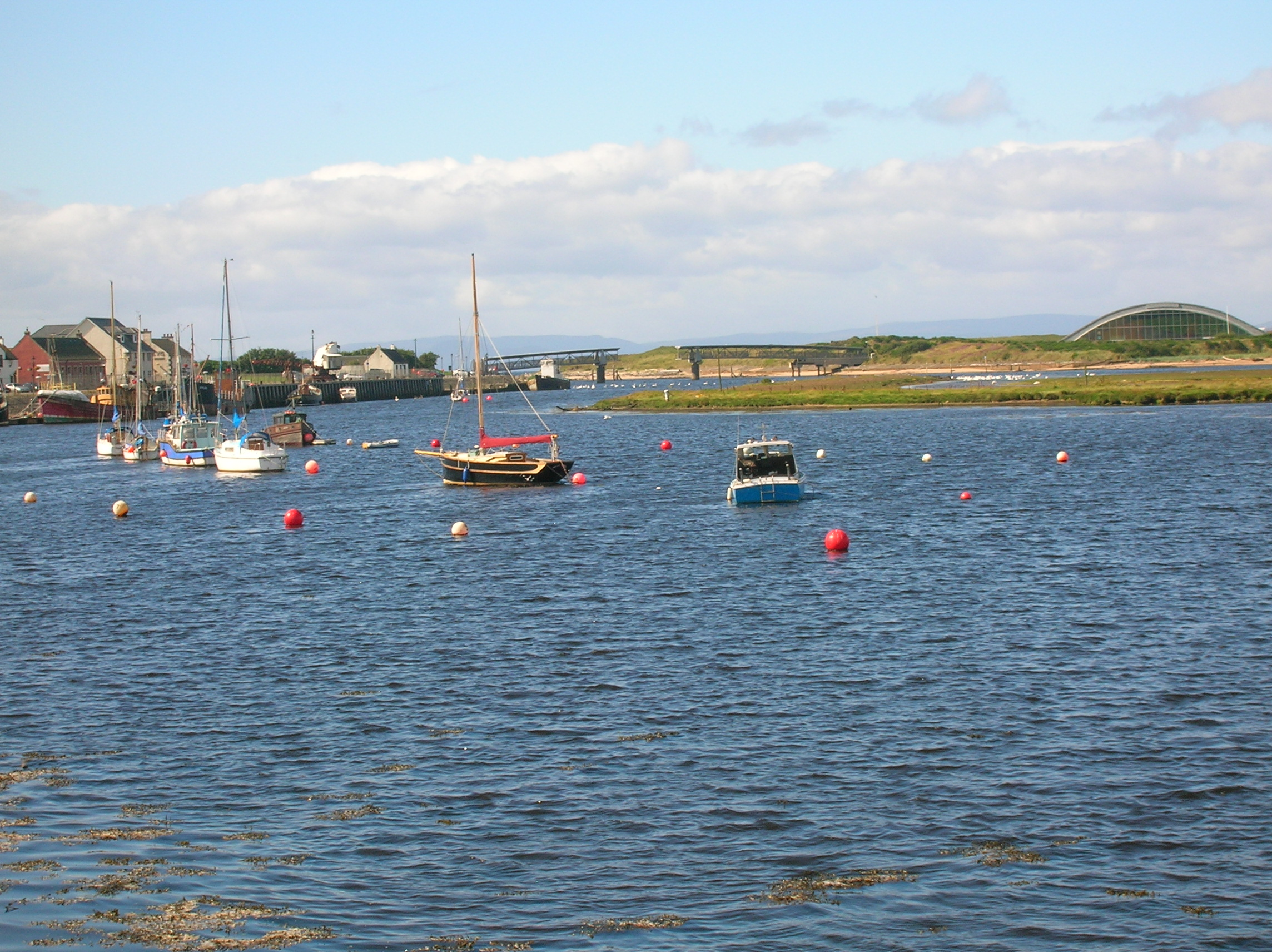
Looking seaward towards the Scottish Maritime Museum's pontoons, with the closed 'Big Idea' building and footbridge in the background.
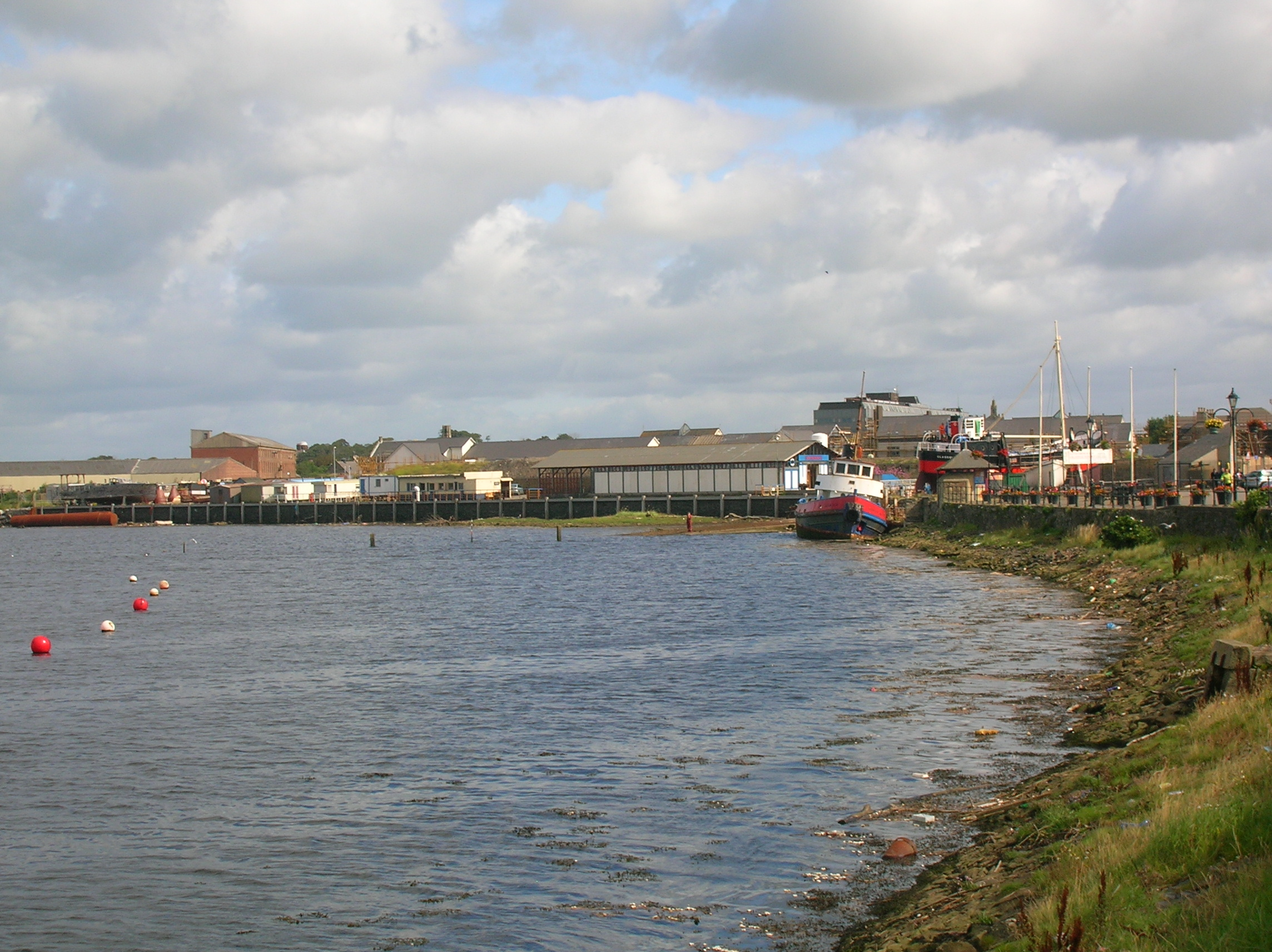
The Scottish Maritime Museum with the old ICI Explosives tug MV Garnock to the right.